# Andria Lloyd
Andria Lloyd, född den 10 augusti 1971 i Rastatt, är en jamaicansk friidrottare inom kortdistanslöpning.
Hon tog OS-brons på 4 x 100 meter stafett vid friidrottstävlingarna 1992 i Barcelona. 